# Fort Sainte-Marie (Trois-Rivières)
Le fort Sainte-Marie était l’un des trois réduits approuvés ou villages fermés pour les censitaires de la seigneurie de Cap-de-la-Madeleine. Il était situé dans le secteur Cap-de-la-Madeleine de la ville de Trois-Rivières, en Mauricie (Québec). Il était l'un des divers ouvrages défensifs érigés au XVIIe siècle le long du fleuve Saint-Laurent, au Québec.

## Historique

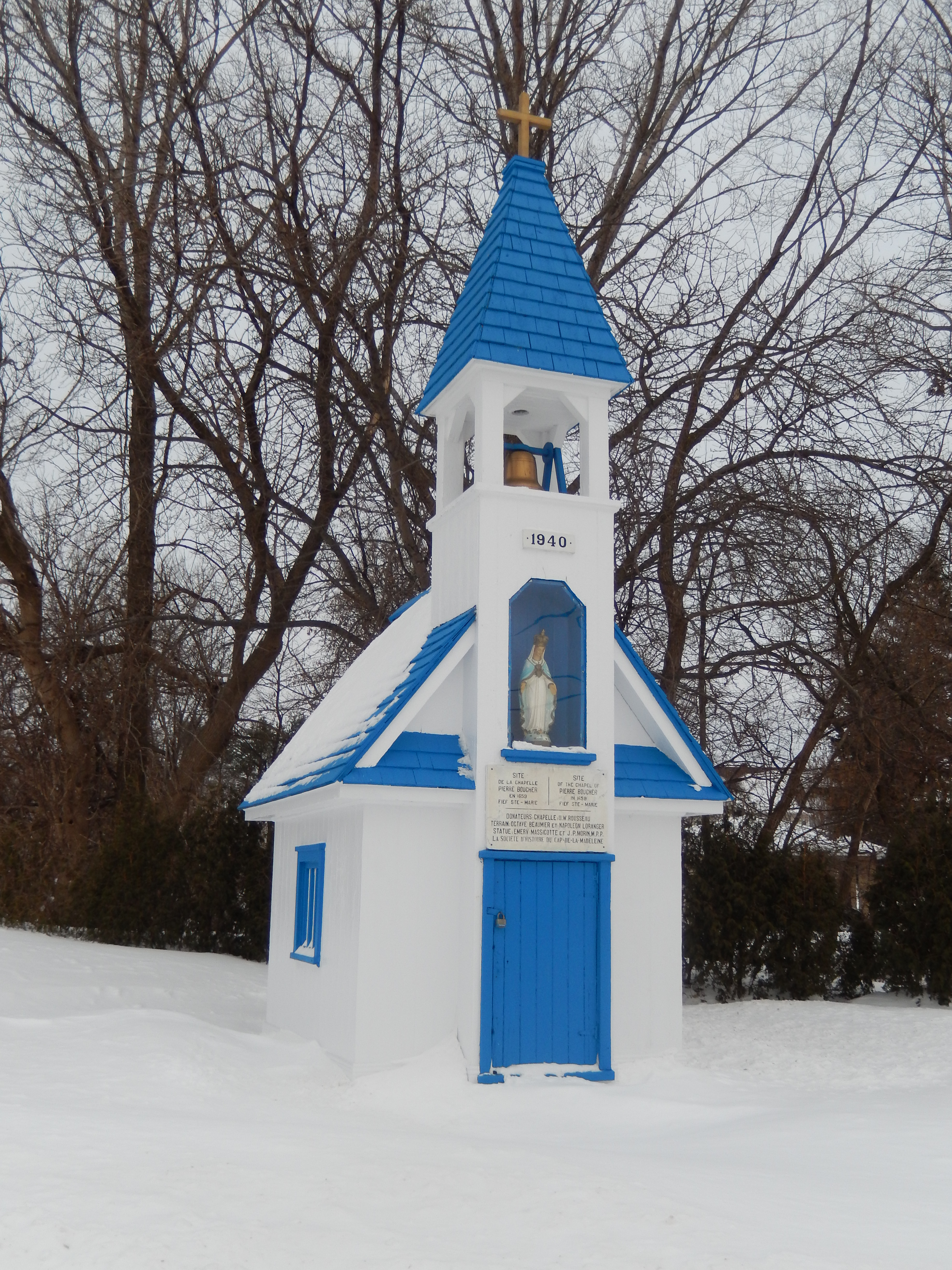
Chapelle commémorative de Pierre-Boucher, construite en 1940 et déplacée en 1982 à l'entrée du cimetière Sainte-Marie-Madeleine.

Les premières concessions sur la seigneurie de Cap-de-la-Madeleine remontent à 1649. Cette année-là, les Jésuites ont distribué des terres à des concessionnaires qui habitaient déjà à Trois-Rivières, du côté ouest de la rivière Saint-Maurice. Les voyages par eau de Trois-Rivières au Cap-de-la-Madeleine pour aller défricher leurs terres étaient sans cesse soumis aux attaques des Iroquois. Le 16 octobre 1654, le gouverneur Lauzon ordonne aux concessionnaires de résider au Cap ou d’y mettre un homme établi, sous peine de perdre la concession « après quinze jours d’absence », « sans espérance de restitution ». Le 14 novembre 1654, il ordonne aux résidents « de porter continuellement sur soi avec ses armes, poudre et plomb pour tirer six coups, à peine d’amendes ».
Dans une lettre datée du 25 juin 1660, Marie de l'Incarnation écrivait : « M. le gouverneur a puissamment travaillé à faire des réduits ou villages fermés, où il oblige chacun de bâtir une maison pour sa famille et faire des granges communes pour assurer les moissons, faute de quoi il fera mettre feu dans les maisons de ceux qui ne voudront pas obéir. ». Cette ordonnance du gouverneur n’a pas été retrouvée mais elle est corroborée dans un acte du notaire Louis Laurent, daté du 27 juillet 1662, qui rappelle aux habitants du Cap leur obligation à se bâtir à l’intérieur de l’un des « trois réduits approuvés ». Ce jour-là, le Procureur fiscal ordonnait à Nicolas Gaillou dit Lataille de cesser les travaux de construction d’une maison en dehors des réduits.
Les « trois réduits approuvés » sont le fort du moulin, situé sur le premier domaine des Jésuites, le fort Saint-François, situé sur le deuxième domaine des Jésuites, et le fort Sainte-Marie, situé sur l’arrière-fief Sainte-Marie. À cette époque, il est impensable de vivre en dehors des forts.
Le fort Sainte-Marie appartenait à Pierre Boucher. Il a été érigé sur l’arrière-fief Sainte-Marie, concédé le 9 mars 1656 par les Jésuites à Pierre Boucher, gouverneur de Trois-Rivières jusqu’en 1657. Des auteurs croient que c’est dès ces années-là que Boucher aurait fait construire ce réduit ou village fermé,.
Dans une lettre au Saint-Siège, datée de 1661, Monseigneur de Laval écrit qu’« il y a deux ans qu’une église en bois y a été construite », ce qui permet de conclure que la chapelle datait de 1659, ce qui renforce l’idée que la construction du fort ait commencé dès 1656 ou 1657.
Le 22 mai 1663, le notaire Louis Laurent dresse le procès-verbal de l’état des lieux et y décrit une grande redoute avec planchers et cheminée de brique, cave, comptant trois pièces; une petite cour fermée de pieux; un poulailler; un grand jardin fermé de pieux; une grange de 60 x 20 fermée de pieux; une étable de 20 x 20 fermée de pieux; une petite redoute fermée de pieux et une boulangerie. Tous les bâtiments sont dans une cour « close de pieux de huit pieds de haut, liés avec des liens et cloués avec un clou à chaque pieu, les pieux apointés par haut; plus deux grandes portes cochères de madriers, qui ferment avec des verrous de fer; plus une petite porte », plus une fontaine fermée. De 1659 à 1661, le fort Sainte-Marie comportait aussi la chapelle de 1659 mesurant 20 x 20 et déménagée en 1661 dans le fort Saint-François,.
Peu d’informations semblent disponibles sur le nombre de places que comptait ce fort. Le 9 octobre 1661, Mathurin Baillargeon y obtient une place près du bastion et 25 pieds carrés de cour, ainsi que Jacques Le Marchand pour une place de 20 pieds carrés du côté du jardin de Lamothe, fermier de Pierre Boucher, et pour une place de 40 pieds sur 23 pour y construire une grange. Le 12 août 1663, Claude Volant dit Saint-Claude reçoit une place près du bastion et une autre de 40 pieds sur 23 pour construire une étable et une grange.

## Localisation
L’arrière-fief Sainte-Marie mesurait quatre arpents de front sur 50 de profondeur, laquelle profondeur sera portée à deux lieues le 30 juillet 1661. Cet emplacement était situé voisin, du côté sud-ouest, de l’actuel cimetière Sainte-Marie-Madeleine.

## État du fort en 1663
Le 22 mai 1663, le notaire Louis Laurent se rend sur place et dresse le procès-verbal de l'état du fort de Pierre Boucher. Transcription :
« Aujourd'hui mardi, vingt et deuxième de Mai, mil six cent soixante et trois, en la cour et juridiction du Cap de la Magdeleine, par devant nous, L. Laurent, notaire en icelle, ont été présents personnellement établis et dûment soussignés: Pierre Boucher, Écuier Sieur de GrosBois, gouverneur des Trois-Rivières, d'une part; et François Bigot dit Lamothe, d'autre part; lesquelles en la présence des témoins soussignés, ont visité l'état tant des maisons de la seigneurie de Sainte-Marie et clôtures d'icelle, en la forme et manière qui en suit, savoir est:
Une grande redoute située en ce lieu avec planchers, haut et bas, en laquelle il y a une cheminée de brique; une cave en degrés fermée; deux cabinets fermant à clef dans la chambre haute avec une armoire sur les degrés, fermant à clef, le tout en bon état; devant ladite Redoute, une petite cour enclose de pieux, fermant avec une porte; un poulailler derrière la cheminée; plus un grand jardin qui va jusqu'au bout de la concession de la Dame Desgroseilliers, tout fermé de pieux à l'entour; plus une grange de soixante pieds de long et vingt pieds de large, couverte de planches et fermée de pieux de cèdre, avec un apanty derrière, au bout de la bâtisse, fermé d'une porte d'assemblage; plus une étable de vingt pieds en carré, couverte de planches et close de pieux de cèdre, au bout de laquelle il y a un poulailler couvert de planches, ladite étable fournie de crèches et de râteliers; plus une petite Redoute au coin de la cour, du côté du Nord-Ouest, dans laquelle demeure à présent ledit Lamothe, couverte de planches et fermée de pieux de cèdre; plus une boulangerie en laquelle y a un four de brique, une cheminée de bouzillages, ladite boulangerie couverte de planches, et en laquelle il y a deux cabanes;
Plus une cour dans laquelle sont tous les bâtiments, close de pieux de huit pieds de haut, liés avec des liens et cloués avec un clou à chaque pieu, les pieux apointés par haut; plus deux grandes portes cochères de madriers, qui ferment avec des verrous de fer; plus une petite porte; plus une grande cave dans ladite cour, de quinze pieds de long et de dix pieds de large, fermée tout autour de pieux de cèdre; plus une clôture sur le devant de ladite concession; une autre tout le long de l'allée du côté sud-ouest; plus une autre clôture mitoyenne entre la Dame Desgroseilliers et ledit Sieur Boucher, qui traverse la sapinière rendant au coin du jardin; plus une autre clôture qui va de l'allée à ladite clôture mitoyenne; plus à l'autre côté de ladite concession entre Mathurin Baillargeon et ledit Sieur Boucher, une clôture mitoyenne qui traverse la sapinière; plus une fontaine fermée et entourée de pieux et close d'une petite charpente; plus un petit bastion de grosses pièces de bois équarries; plus au bout de l'allée, un portail fermé avec une barrière et une petite porte à côté; un fossé tout au long de l'allée sortant de la fontaine, rendant à la rivière; a été observé que dans la grande redoute, dans les deux petites chambres d'en haut, elles sont garnies de tables et de tablettes; et pareillement sous les degrés de la porte de la grande Redoute, y a une serrure et deux verrous et un loquet, un contrevain avec un loquet; un méchant escalier de bois de pin; deux râteliers de fer à mettre des animaux; dans la petite redoute, il y a aussi une crèche;
Plus dans le grenier de l'étable, douze planches embouvetées qui servent à mettre des grains dessus, quatre madriers embouvetés, et reste de planches qui y étaient autrefois; neuf ou dix vieux madriers; les planches de deux cabanes qui ont été démontées; dedans la Redoute, une outre à tonnelier; plusieurs autres morceaux de bois, tant madriers que planches; pour le grenier de l'étable, une échelle pour y monter; dans la grange, deux quarts de grains; aux deux côtés de la batterie, plusieurs échelles pour y monter en haut; sous les poutres, plusieurs pieds de bois de charronnerie; deux ou trois planches et plusieurs chevrons qui sont sur les poutres; en haut;
De tout ce que dessus, nous avons donné acte auxdites parties respectives. Fait et passé audit Cap de la Magdeleine, en présence de Me Nicolas Rivard Sgr de La Vigne et Claude Jutra Sgr de La Vallée, témoins qui ont signé avec les dites parties fors ledit Bigot qui a fait sa marque;
Signé: Boucher, N. Rivard, Claude Jutra, marque de Bigot, L. Laurent, notaire.
Délivré copie en premier le 4 juin 1663, plus délivré au dit Sieur Boucher, le 8 août 1663. »

## Vestiges

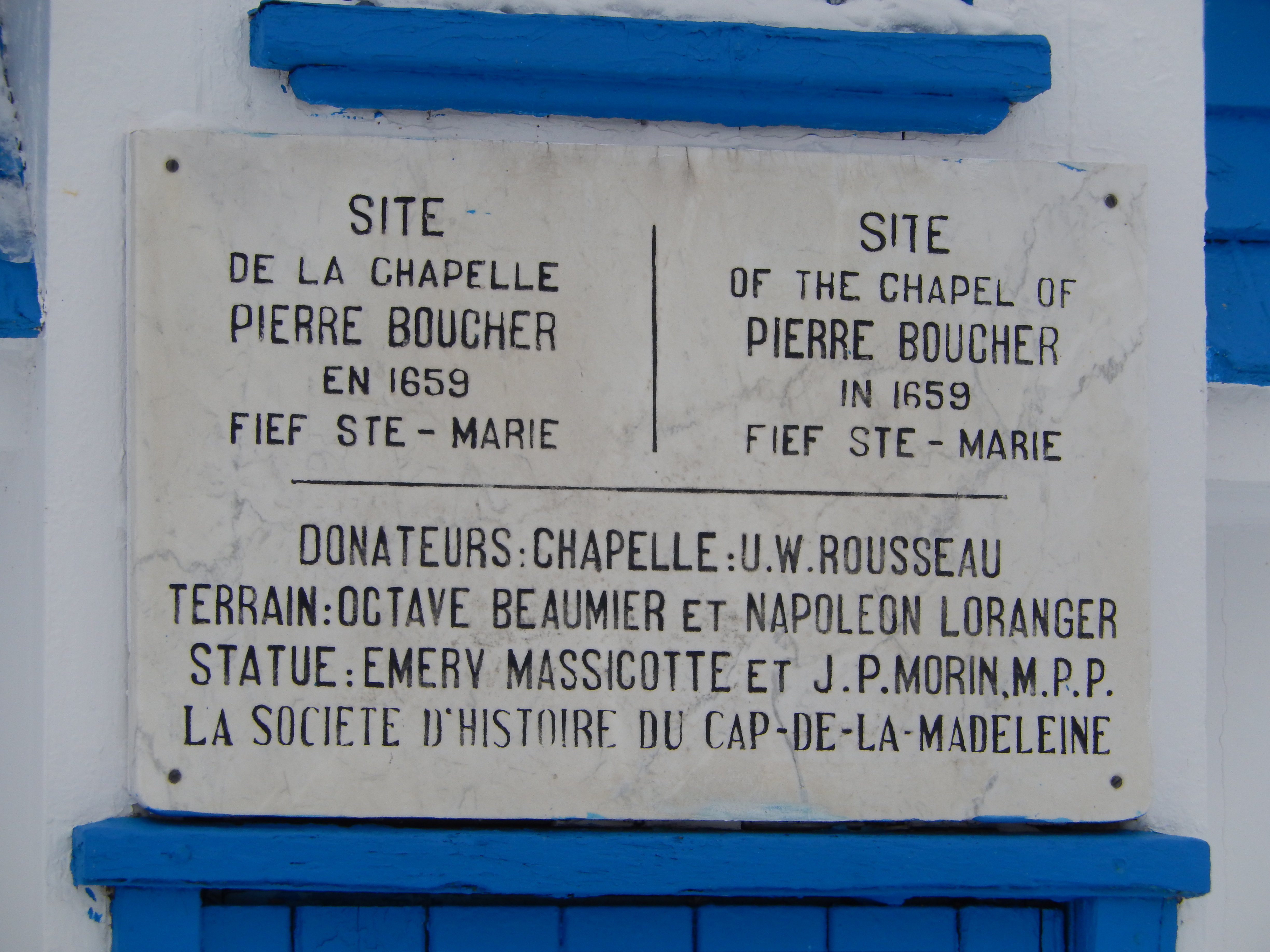
Plaque de la chapelle commémorative.

De nos jours, il n'existe aucune trace apparente de ce fort sur le terrain. Le lieu n'a fait l'objet d'aucunes fouilles archéologiques.

## Commémoration
Une chapelle miniature a été érigée sur le site en 1940 par la Société d’histoire du Cap-de-la-Madeleine pour commémorer le fort Sainte-Marie. En 1982, la chapelle commémorative a été déménagée à l’entrée du cimetière.
Un panneau d’interprétation a été installé aux côtés de la chapelle pour retracer les origines du secteur de Sainte-Marthe-du-Cap, l’un des secteurs de la ville de Trois-Rivières fusionnée en 2002.